# Tiếng Alemanni
Tiếng Đức Alemanni (Alemannisch) là một nhóm các phương ngữ của chi nhánh Thượng Đức của Nhóm ngôn ngữ German. Nó được nói bởi khoảng mười triệu người ở bảy quốc gia, bao gồm miền nam nước Đức, Thụy Sĩ, Pháp, Áo, Liechtenstein, Venezuela, và Italia. Tên gọi xuất phát từ các liên minh bộ lạc Đức cổ được gọi là Alamanni.